# Shelly Johnson
Shelly A. Johnson (* 4. Mai 1958 in Pasadena, Kalifornien) ist ein US-amerikanischer Kameramann. 

## Leben
Shelly Johnson begann seine Tätigkeit als Kameramann Ende der 1980er Jahre. Der 1987 gedrehte Film Traumfrau vom Dienst war der erste, an dem er als eigenständiger Kameramann beteiligt war. Während des Übergangs in die 1990er Jahre war er vielfach für das Fernsehen tätig. Auch während des Jahrzehnts arbeitete er überwiegend für das Fernsehen. In den 2000er Jahren dominierten dann große Kinoproduktionen. Regisseure mit denen Shelly Johnson öfter zusammenarbeitete sind Bobby Roth und Joe Johnston. Für Johnston filmte er unter anderem Jurassic Park III, Hidalgo – 3000 Meilen zum Ruhm und Captain America: The First Avenger.
Im Verlauf seiner Karriere ist Johnson drei Mal von American Society of Cinematographers für den ASC-Award nominiert worden. Von 2023 bis 2025 war er der Präsident der American Society of Cinematographers.

## Filmografie (Auswahl)
- 1988: Red River
- 1988: The Ripper (Jack’s Back)
- 1991: Turtles II – Das Geheimnis des Ooze (Teenage Mutant Ninja Turtles II: The Secret of the Ooze)
- 1992: Zurück auf die Straßen von San Francisco (Back to the Streets of San Francisco)
- 1993: American Inferno (The Fire Next Time)
- 1997: Quicksilver Highway (Stephen King’s Quicksilver Highway)
- 1997: The Shining (Stephen King’s The Shining)
- 1999: Wenn nicht ein Wunder geschieht (A Season for Miracles)
- 1999: Turks (Fernsehserie)
- 2001: Die letzte Festung (The Last Castle)
- 2001: Jurassic Park III
- 2004: Hidalgo – 3000 Meilen zum Ruhm (Hidalgo)
- 2005: Sky High – Diese Highschool hebt ab! (Sky High)
- 2008: House Bunny (The House Bunny)
- 2010: Wolfman (The Wolfman)
- 2011: Captain America: The First Avenger (Captain America: The First Avenger)
- 2012: The Expendables 2
- 2013: Percy Jackson – Im Bann des Zyklopen (Percy Jackson: Sea of Monsters)
- 2015: Wild Card
- 2015: Man Down
- 2016: Das Glück des Augenblicks (A Family Man)
- 2018: The Hurricane Heist
- 2018: Welcome Home
- 2020: Honest Thief
- 2020: Greyhound – Schlacht im Atlantik (Greyhound)
- 2020: Bill & Ted retten das Universum (Bill & Ted Face the Music)
- 2022: Blacklight
- 2024: Elevation